# Cai Shangjun
Pour les articles homonymes, voir Cai.
Dans ce nom chinois, le nom de famille, Cai, précède le nom personnel.
Cai Shangjun (chinois simplifié : 蔡尚君, pīnyīn : Cài Shàngjūn), né en 1967 à Pékin, est un réalisateur et scénariste chinois.

## Biographie
Cai Shangjun obtient un diplôme d'art dramatique de l'Académie centrale d'art dramatique de Pékin en 1992. Il est scénariste et metteur en scène de théâtre.
En 2007, il signe son premier long métrage de fiction avec Les Moissons Pourpres qui remporte plusieurs prix : Prix FIPRESCI au Festival international du film de Pusan en 2007, Alexandre d'or du meilleur film au Festival international du film de Thessalonique en 2008.
En 2011, son deuxième film, People Mountain People Sea, remporte la Montgolfière d'argent au Festival des 3 Continents.

## Filmographie

### Comme réalisateur
- 2007 : Les Moissons pourpres (红色康拜因, Hóngsè kāngbàiyīn)
- 2011 : People Mountain People Sea (人山人海, rén shān rén hǎi)
- 2017 : The Conformist (冰之下, Bīng zhī xià)
- 2025 : The Sun Rises on Us All (日挂 終天)

### Comme scénariste
Cai Shangjun est scénariste des films qu'il a réalisés.
- 1997 : Spicy Love Soup de Zhang Yang
- 1999 : Shower de Zhang Yang, récompensé dans de nombreux festivals.
- 2005 : Sunflower de Zhang Yang meilleure mise en scène et meilleure image en 2005 au 53e festival de San Sebastián.

## Récompenses et distinctions

### Récompenses
- 2007 : Prix FIPRESCI au Festival international du film de Pusan pour Les Moissons pourpres
- 2008 : Alexandre d'or du meilleur film au Festival international du film de Thessalonique pour Les Moissons pourpres
- 2011 : Montgolfière d'argent au Festival des 3 Continents pour People Mountain People Sea
- 2011 : Lion d'argent du meilleur réalisateur à la Mostra de Venise pour People Mountain People Sea[2]